# Cultura Iamnaia

Întinderea culturii

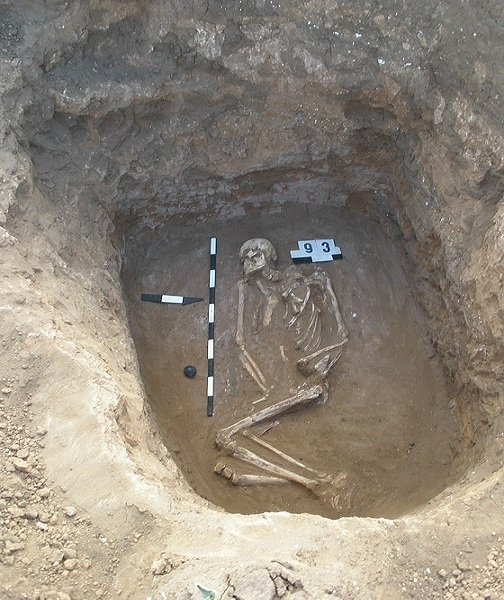
Mormânt în Regiunea Volgograd

Cultura Iamnaia, cunoscută în limba engleză și sub numele de cultura Pit Grave sau Ove Grave, a fost o cultură târzie din Epoca cuprului până la începutul Epocii bronzului din regiunea râurilor Bug, Nistru și Ural (Stepa ponto-caspică), datând din anii 3300–2600 î.Hr.
Numele său derivă din tradiția sa funerară caracteristică: Ямная (latinizat: iamnaia), adjectiv din limba rusă care înseamnă „[legat de] gropi (iama)”, acești oameni obșnuind să-și îngroape morții în tumuli (gorgani).
Cultura este identificată cu perioada târzie a proto-indo-europenilor, fiind cel mai probabil urheimatul limbilor proto-indo-europene.